# Ryōta Tsuzuki
Ryōta Tsuzuki (都築 龍太?, Tsuzuki Ryōta; Heguri, 18 aprile 1978) è un ex calciatore giapponese, di ruolo portiere.

## Carriera

### Club

#### Gamba Osaka
La sua carriera nel professionismo inizia nel 1997 con il Gamba Osaka sebbene nel primo anno sia rimasto sempre in panchina anche perché l'estremo difensore titolare era Hayato Okanaka. Il suo esordio avverrà il 14 novembre 1998 contro il Júbilo Iwata dove subirà cinque reti in una partita molto combattuta dove il Gamba Osaka perderà per 5-4. A partire dal 2000 la squadra inizierà ad affidarsi di più a lui come titolare, nella prima metà della stagione giocherà quattro partite con un bilancio di due vittorie e due sconfitte, ma nella seconda come primo portiere farà delle buone prestazioni e la squadra otterrà più vittorie che sconfitte e il Gamba Osaka si guadagnerà la 6ª posizione in campionato, inoltre giocherà pure la Coppa del Giappone e come portiere titolare disputerà la partita contro il Júbilo Iwata persa ai rigori che sancirà l'eliminazione della squadra. Sempre contro il Júbilo Iwata giocherà la sua ultima partita con il Gamba Osaka, il 3 agosto 2002, finita ironicamente con una sconfitta col medesimo risultato del suo esordio per 5-4.

#### Urawa Red Diamonds
A partire dal 2003 giocherà per l'Urawa Red Diamonds nel periodo d'oro della sua carriera, vincendo l'edizione 2003 della Coppa del Giappone giocando come titolare nella finale vinta per 4-0 contro il Kashima Antlers. Nel 2005 vincerà la Coppa dell'Imperatore giocando la finale vinta per 2-1 ai danni dello Shimizu S-Pulse, e la vincerà anche nell'anno successivo con la vittoria in finale per 1-0 contro il Gamba Osaka. Vincerà l'edizione 2006 della J1 League avendo però poche possibilità di scendere in campo dato che la maggior parte delle partite è stato Norihiro Yamagishi il portiere titolare. Vincerà la finale della AFC Champions League giocando contro il Sepahan, nella partita d'andata pareggeranno 1-1 sebbene Tsuzuki abbia fatto delle buone parate non avendo permesso alla squadra avversaria di passare in vantaggio, mentre nella partita di ritorno l'Urawa Red vincerà per 2-0, Tsuzuki aveva subito una rete invalidata dal fuorigioco. Tale vittoria è valevole per la qualificazione al Mondiale per club, dove Tsuzuki ha giocato in tutte e tre le partite, perdendo per 1-0 contro il Milan sebbene abbia comunque fatto delle buone parate; l'Urawa Red si classificherà al 3º posto battendo l'Étoile du Sahel la partita finirà per 2-2 e ai rigori vinceranno per 4-2, Tsuzuki parerà l'ultimo rigore avversario calciato da Mejdi Traoui. Il 13 settembre 2009 giocherà l'ultima partita per l'Urawa Red nella vittoria per 4-1 contro il Montedio Yamagata.

#### Shonan Bellmare
Nel 2010 giocherà il suo ultimo anno come calciatore professionista con la maglia dello Shonan Bellmare, la sua prima partita con la squadra l'ha disputata contro il Kashima Antlers perdendo per 1-0, la squadra con diciotto sconfitte finisce ultima nel suo girone retrocedendo nella J2 League, Tsuzuki nella partita vinta per 1-0 contro il Kyoto Sanga, l'unica vittoria in tutto il campionato, il 23 novembre giocherà per l'ultima volta perdendo per 3-2 contro il Gamba Osaka. Si ritira dal calcio nel 2011.

### Nazionale
È il 4 giugno 2001, nella Confederations Cup dove il Giappone si classifica secondo, che Tsuzuki esordisce in nazionale giocando la sua unica partita nel torneo nel pareggio contro il Brasile finito a reti inviolate per 0-0.
Tsuzuki ha giocato in tutto solo sei partite con la maglia della nazionale, per la maggior parte amichevoli, la sua ultima partita come portiere della nazionale l'ha disputata il 9 settembre 2009 vincendo per 4-3 contro il Ghana.

## Palmarès

### Competizioni nazionali
- Coppa J. League 1

Urawa: 2003
- Coppa dell'Imperatore 2

Urawa: 2005, 2006
- Campionato giapponese: 1

Urawa: 2006
- Supercoppa del Giappone

Urawa: 2006
- AFC Champions League: 1

Urawa: 2007